# Ma sœur, mon pire cauchemar

Ma sœur, mon pire cauchemar (A Sister's Nightmare) est un téléfilm canado-américain réalisé par Vic Sarin, et diffusé le 7 septembre 2013 sur Lifetime et en France le 12 mai 2014 sur TF1.

## Synopsis
La vie de la policière Jane Ryder part en vrille, le jour où sa grande sœur, Cassidy, revient la voir après seize ans d'internement en hôpital psychiatrique.

## Fiche technique
- Titre original : A Sister's Nightmare
- Réalisation : Vic Sarin
- Scénario : Shelley Gillen
- Pays : Canada, États-Unis
- Durée : 86 minutes
- Genre : Drame

## Distribution
- Kelly Rutherford (VF : Céline Duhamel) : Jane Ryder
- Natasha Henstridge (VF : Marjorie Frantz) : Cassidy Ryder
- Peyton Roi List (VF : Alice Orsat) : Emily Ryder
- Matthew Settle (VF : Anatole de Bodinat) : Phil Martin
- Matthew MacCaull (VF : Sébastien Ossard) : Brian
- Eric Breker (VF : Patrick Borg) : Vic
- Jasmine Sky Sarin : Tina
- Andrew Herr : Josh
- Tim Perez (VF : Patrick Béthune) : Capitaine
- Kadence Kendall Roach : Jane Ryder (jeune)
- Lauren McNamara : Cassidy Ryder (jeune)
- Christopher Pearce : Père de Jane et Cassidy
- Joel Semande : Interne
- Alex Zahara : Docteur Shwarzstein
- Ken Camroux : Docteur Gershman
- David Stuart : Employé à l'office du tourisme
- Jaden Rain : Brooks
- Mikayla Rothwell : Figurante

## Accueil
Le téléfilm a été vu par 1,844 million de téléspectateurs lors de sa première diffusion.